# Абанькин, Витольд Андреевич
Витольд Андреевич Абанькин (15 июня 1946, Ейск, Краснодарский край — 27 февраля 2024) — советский и российский диссидент и правозащитник. Племянник адмирала Павла Абанькина.

## Биография
Во время срочной службы в армии на территории ГДР 4 августа 1966 года арестован при попытке побега в ФРГ (после того как у него была изъята тетрадь с «крамольными» стихами). Осуждён по обвинению в измене Родине и дезертирстве на 12 лет лишения свободы. В 1966—1978 годах отбывал наказание в Дубравлаге, колонии Пермь-36, Владимирской тюрьме. Принимал участие в борьбе заключённых за свои права. Об Абанькине как об одном из своих соратников упоминал в Нобелевской речи А. Д. Сахаров.
По его собственным словам, во время путча ГКЧП уговорил майора, командовавшего 10 танками, перейти на сторону защитников Белого дома. Он также договорился с танкистами об обстреле здания КГБ на Лубянке, но «московские демократы» помешали реализовать этот план. В 1990-е годы работал помощником депутата Госдумы, бывшего политзаключённого С. А. Ковалёва.
Жил в Ростове-на-Дону, возглавлял региональную правозащитную организацию «Путь к праву» — по утверждению журналистов, за два года к нему обратились более 200 человек. В этом качестве, в частности, исполнял песни на темы сталинских репрессий, представляясь музыкальной группой «58-я статья». Один из инициаторов выпуска книги стихов Юрия Галанскова, проведения Сахаровских чтений. Участник гражданского форума «Пилорама».